# تمسطينت (إيغرم ن أوكدال)
تمسطينت هي إحدى مشيخات المملكة المغربية، تتبع جغرافيا لإقليم ورززات وإداريًا لإيغرم ن أوكدال. يقدر عدد سكانها بـ 3824 نسمة حسب الإحصاء الرسمي للسكان والسكنى لسنة 2004.